# Paragon Partition Manager
Partition Manager Professional — компьютерное программное обеспечение для выполнения операций над разделами жёсткого диска, осуществления резервного копирования, управления несколькими ОС на одном компьютере, выполнением дефрагментации и сжатия MFT.
Существует бесплатная версия.

## Возможности

### Сегментирование и оптимизация
- Создание, форматирование, удаление, восстановление удаленного раздела, возможность скрыть/показать раздел, изменить его статус (активный/неактивный);
- Разбиение и Слияние разделов;
- Выравнивание разделов относительно секторов физического диска для увеличения производительности устройств хранения.

### Управление виртуальными дисками
- Монтирование виртуального диска;
- Поддержка виртуальных машин: MS Virtual PC, VMware Workstation, VMware Fusion и Oracle VirtualBox.

### Резервное копирование и восстановление
- Создание секторных архивов;
- Выборочное восстановление отдельных файлов и папок из архива без восстановления всего архива.

## Системные требования
- Процессор: Intel Pentium или его аналог, с частотой 300 МГц или выше
- ОЗУ: 256 MБ
- Дисковое пространство: 250 MБ (до 1 ГБ на время установки)
- Internet Explorer версии 5.0 или выше
- Мышь
- SVGA видеоадаптер и монитор
- Дополнительно: CD/DVD/BD-привод